# 塩辺県
塩辺県（えんべん-けん）は、中華人民共和国四川省攀枝花市に位置する県。

## 行政区画
6鎮、2郷、4民族郷を管轄する。
- 鎮:桐子林鎮（中国語版）、紅格鎮（中国語版）、漁門鎮（中国語版）、永興鎮、新九鎮（中国語版）、恵民鎮
- 郷:共和郷、国勝郷（中国語版）
- 民族郷:紅果イ族郷（中国語版）、紅宝ミャオ族イ族郷（中国語版）、温泉イ族郷（中国語版）、格薩拉イ族郷（中国語版）

## 交通

### 鉄道
- 中国鉄路総公司
  - 中国鉄路成都局集団公司
    - 成昆線

（成都方面）- 桐子林駅 - 牛坪子駅 - 三堆子駅 -（昆明方面）

### 道路
- 高速道路
  - 京昆高速道路

## 健康・医療・衛生
- 塩辺県人民医院